# Tarmo Kink
Tarmo Kink   (Tallinn, 6 d'octubre de 1985) és un exfutbolista estonià de la dècada de 2000.
Fou 82 cops internacional amb la selecció d'Estònia.
Pel que fa a clubs, defensà els colors de FC Spartak Moscou, Levadia, Győr, Middlesbrough FC, i Varese.